# كيرك بابتيست
كيرك بابتيست (بالإنجليزية: Kirk Baptiste)‏ هو منافس ألعاب قوى أمريكي، ولد في 20 يونيو 1963 في بومونت في الولايات المتحدة.

## وصلات خارجية
- كيرك بابتيست على موقع الاتحاد الدولي لألعاب القوى (الإنجليزية)
- كيرك بابتيست على موقع اللجنة الأولمبية الدولية (الإنجليزية)
- كيرك بابتيست على موقع أوليمبيديا (الإنجليزية)